# Chlorophytum longifolium
Chlorophytum longifolium är en sparrisväxtart som beskrevs av Georg August Schweinfurth och John Gilbert Baker. Chlorophytum longifolium ingår i släktet ampelliljor, och familjen sparrisväxter. Inga underarter finns listade i Catalogue of Life.